# Église Saint-Dimitri de Sremska Mitrovica
Pour les articles homonymes, voir Église Saint-Dimitri.
L'église Saint-Dimitri de Sremska Mitrovica (en serbe cyrillique : Православна црква Светог Димитрија у Сремској Митровици ; en serbe latin : Pravoslavna crkva Svetog Dimitrija u Sremskoj Mitrovici) est une église orthodoxe serbe située à Sremska Mitrovica, dans la province de Voïvodine et dans le district de Syrmie en Serbie. Elle est inscrite sur la liste des monuments culturels de grande importance de la république de Serbie (identifiant no SK 1450).

## Présentation
L'église Saint-Dimitri, construite entre 1781 et 1794, est un édifice monumental situé en plein centre de Sremska Mitrovica. Elle est caractéristique de l'architecture baroque à laquelle se mêlent des éléments classiques particulièrement sensibles dans la décoration extérieure. Elle est constituée d'une nef unique prolongée par une grande abside demi-circulaire ; la façade occidentale est dominée par un haut clocher de structure complexe, surmonté d'un bulbe aplati, d'une lanterne et d'une croix. Les façades sont horizontalement rythmées par des corniches et, verticalement, par des pilastres aux chapiteaux moulurés. Les ouvertures arrondies sont surmontées par de petits frontons triangulaires.
Le sculpteur sur bois Marko Vujatović a réalisé l'iconostase et le mobilier de l'église. L'iconostase et la voûte qui la surplombe ont été peintes par Arsa Teodorović en 1815. D'autres peintures ont été réalisées par la suite sur l'autel par Novak Radonjić en 1857 et par Jovan Klauzen de Zagreb en 1891.
Des travaux de conservation et de restauration ont été effectués sur l'édifice en 2005.

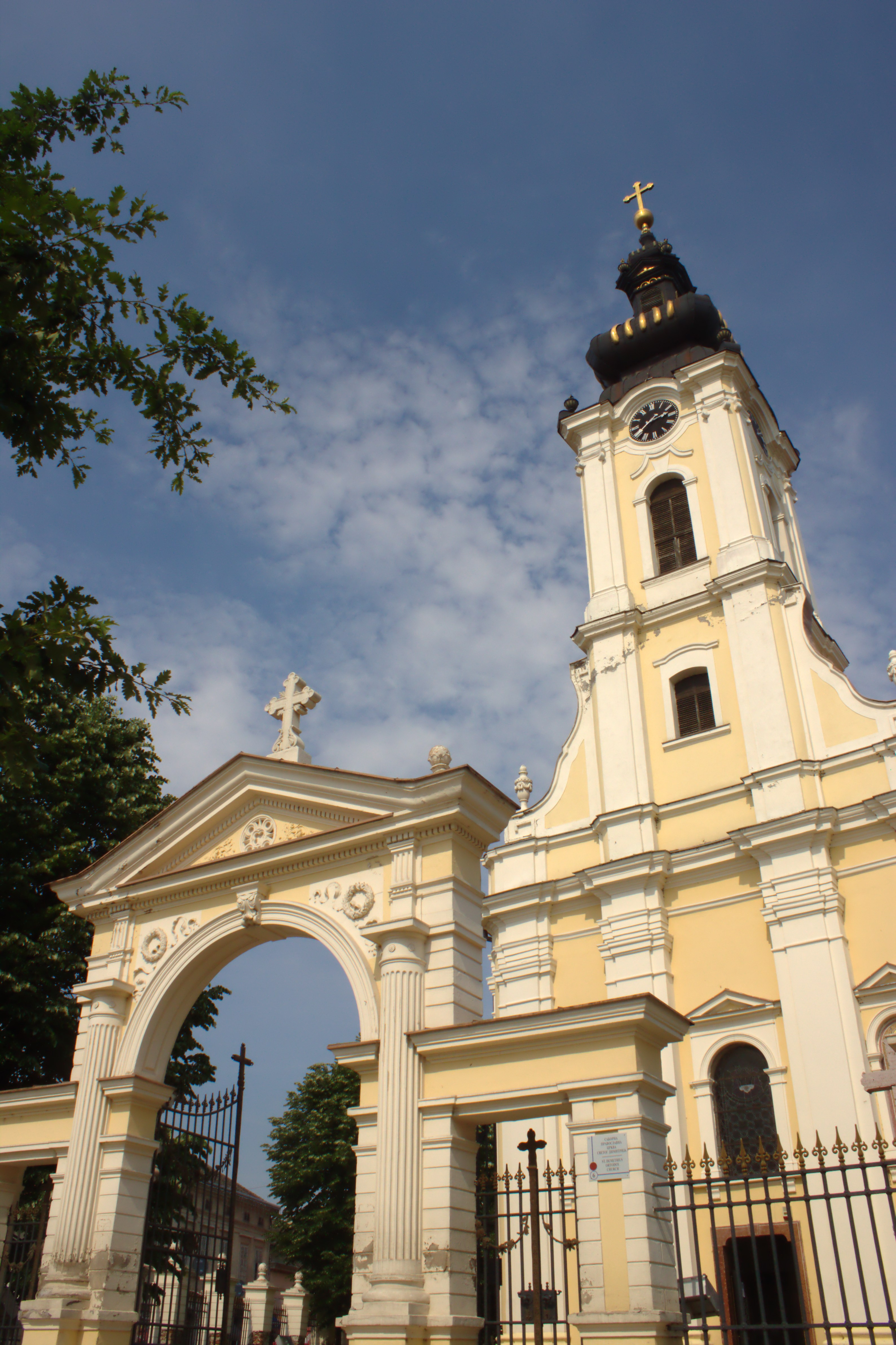
Détail de la façade